# リンタス・ティムール
リンタス・ティムール（英語: MV Lintas Timur）は、インドネシアの貨物船である。2019年6月1日にインドネシアスラウェシ島の東側沿岸で沈没した。本船の沈没により、乗員18人のうち1人が死亡し、16人が行方不明となった。 

## 諸元
リンタス・ティムールは、長さ80メートル・船幅11メートル・1720トンの汎用貨物船であり、1997年に造船された。平均巡航速度は5.5ノット（10.2キロメートル毎時）で最高速度は7.4ノット（13.7キロメートル毎時）である。

## 沈没
2019年5月28日、リンタス・ティムールは3000袋のセメントを積載し北スラウェシ州のビツンを出港し、モロワリ県内の工業団地へ向かっていた。6月1日の正午頃（現地時間）、船は左右どちらかにわずかではあるが傾いており、同日午後4時（同）までには船内に海水が入り込む事態まで陥っていた。船長は、乗員全員に船を放棄するよう命じ、救命胴衣を着用したうえで海に飛び込んだ。当時生存していた者の何人かは陸に向かって泳ぐことを試みたが、彼らは散り散りになってしまい、うち1人だけがバンガイ諸島沿岸を航行中のインド船 Nurbayaksar に救出された。この生存者は3日間にわたり海上を漂流しており、事故直後に3人の乗員が溺死したのを目撃したと述べている。 
6月8日、捜索活動が行われる中、乗員1人の遺体が地元漁師によって発見された。その後、同月10日に16人の行方不明者を残し、救出活動が打ち切られた。 